# Bargłów (gromada)
Bargłów – dawna gromada, czyli najmniejsza jednostka podziału terytorialnego Polskiej Rzeczypospolitej Ludowej w latach 1954–1972.
Gromady, z gromadzkimi radami narodowymi (GRN) jako organami władzy najniższego stopnia na wsi, funkcjonowały od reformy reorganizującej administrację wiejską przeprowadzonej jesienią 1954 do momentu ich zniesienia z dniem 1 stycznia 1973, tym samym wypierając organizację gminną w latach 1954–1972.
Gromadę Bargłów z siedzibą GRN w Bargłowie Kościelnym utworzono – jako jedną z 8759 gromad – w powiecie augustowskim w woj. białostockim, na mocy uchwały nr 10/V WRN w Białymstoku z dnia 4 października 1954. W skład jednostki weszły obszary dotychczasowych gromad Bargłów Kościelny, Bargłów Dworny, Brzozówka, Nowiny Bargłowskie, Kamionka Stara, Bargłówka i Pieńki ze zniesionej gminy Bargłów, oraz gromada Górskie ze zniesionej gminy Pruska w tymże powiecie. Dla gromady ustalono 25 członków gromadzkiej rady narodowej.
29 lutego 1956 do gromady Bargłów przyłączono część obszaru wsi Solistówka o pow. ogólnej 58,79 ha stanowiącą grunty po rozparcelowanej w 1929 r. części b. majątku Solistówka, obejmującą parcele nr 1—4 z gromady Pomiany.
1 stycznia 1972 do gromady Bargłów przyłączono obszar zniesionej gromady Pomiany.
Gromada przetrwała do końca 1972 roku, czyli do kolejnej reformy gminnej. Z dniem 1 stycznia 1973 roku reaktywowano gminę Bargłów Kościelny (przed 1954 w brzmieniu gmina Bargłów).